# Allure of the Seas
Die Allure of the Seas (englisch für „Verlockung der Meere“) ist das zweite Schiff der Oasis-Klasse. Mit 225.282 BRZ war sie bei Ablieferung im Jahr 2010 das größte Kreuzfahrtschiff der Welt. Die Allure of the Seas bietet Platz für etwa 6300 Passagiere und 2100 Besatzungsmitglieder. Sie ist für die amerikanische Reederei Royal Caribbean International im Einsatz und wurde unter der Flagge der Bahamas mit dem Heimathafen Nassau registriert.

## Geschichte

### Bau, Überführung und Indienststellung
Am 31. März 2007 unterzeichneten die amerikanische Royal Caribbean Cruises Ltd. und die finnische Werft Aker Yards (ab Herbst 2008: STX Europe Cruise, ab Herbst 2014: Meyer Turku) den Auftrag zum Bau des zweiten Schiffs der Oasis-Klasse.
Die Kiellegung des Schiffes mit der Baunummer 1364 fand am 12. März 2008 auf der Werft in Turku statt. Im Vergleich zum Typschiff gab es bei der Allure of the Seas jedoch diverse konstruktive Änderungen. Unter anderem wurden die Rettungsboote am Rumpf weiter nach hinten verlegt, um Beschädigungen durch Wellenschlag bei schwerer See zu vermeiden. Aus diesem Grund hatten bei der Oasis of the Seas noch Abweiser nachgerüstet werden müssen.
Die Flutung des Baudocks fand am 20. November 2009 statt. Zu diesem Zeitpunkt war das Schiff zu etwa 60 Prozent fertiggestellt.
Nach der Fertigstellung wurden Mitte September 2010 die Probefahrten auf der Ostsee durchgeführt. Auf den Tag genau ein Jahr nach der Übergabe der Oasis of the Seas wurde auch die Allure of the Seas am 28. Oktober 2010 an die Reederei abgeliefert, zwei Wochen früher als ursprünglich vorgesehen. Wegen fehlender Folgeaufträge musste die Werft zunächst für einige Monate geschlossen werden.

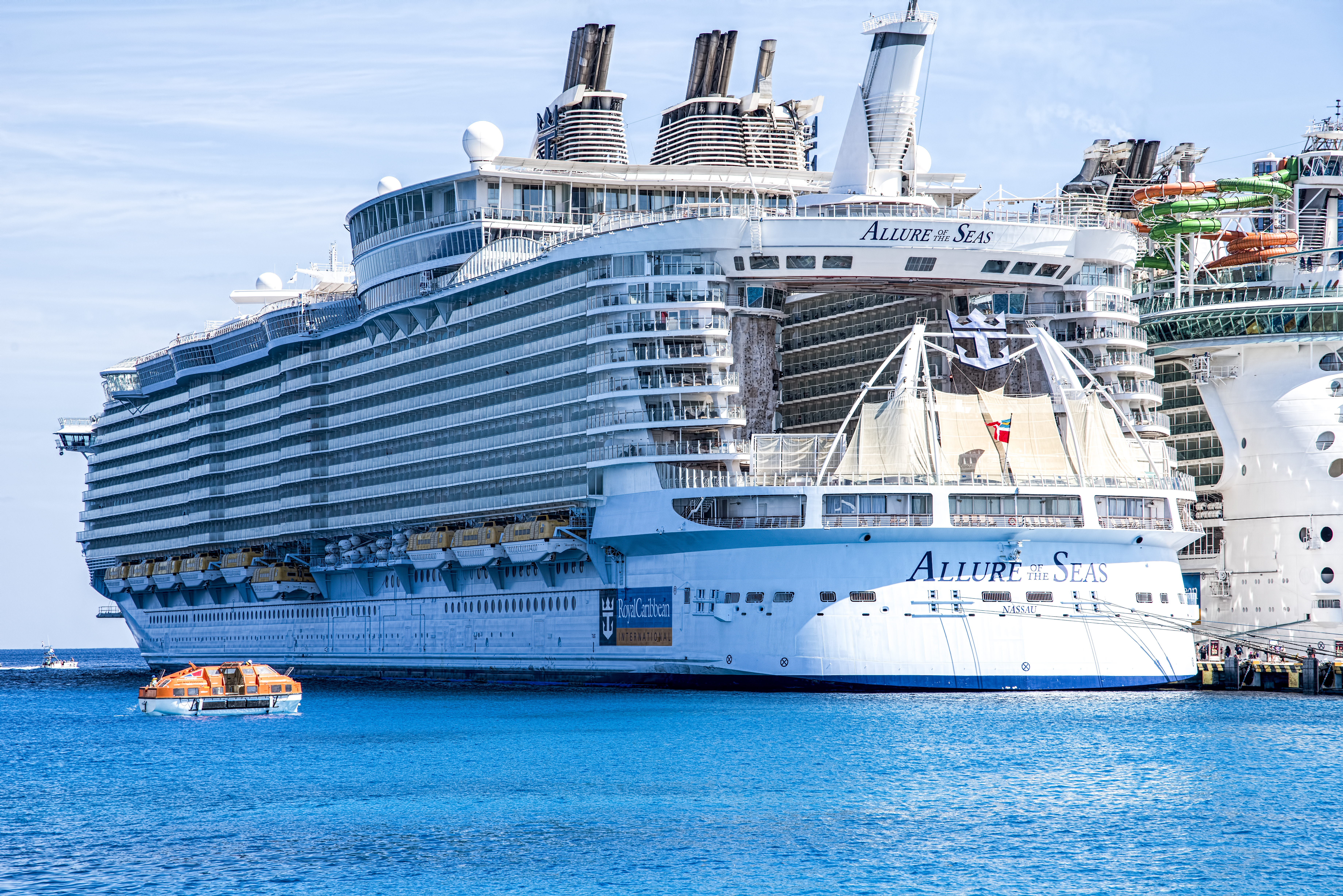
Das Heck des Schiffes

Nachdem die Allure of the Seas die Werft am 29. Oktober 2010 verlassen hatte, passierte sie am Abend des 30. Oktober 2010 die Storebaelt-Brücke. Trotz eingefahrener Abgasrohre und einer Fahrtgeschwindigkeit von 24 Knoten (ca. 44 km/h), um den Squat-Effekt (auch als „Absunk“ bezeichnet) auszunutzen, blieben nur etwa 30 cm Freiraum zwischen Schiff und Brücke. Nach der Überquerung des Nordatlantiks erreichte das Schiff am 12. November 2010 seinen Basishafen Port Everglades in Fort Lauderdale.
Die Taufe der Allure of the Seas fand am 29. November 2010 im Rahmen einer Wohltätigkeits-Kreuzfahrt statt. Die Kabinen für diese Fahrt waren an Sponsoren und Spender verkauft worden. Im Rahmen der Zusammenarbeit mit dem Filmstudio DreamWorks hatte man als Taufpatin die Figur „Prinzessin Fiona“ aus dem Animationsfilm Shrek – Der tollkühne Held ausgesucht. Die Taufzeremonie fand vor etwa 3500 Zuschauern im Amber-Theater des Schiffes statt.

### Einsatz
Die erste Kreuzfahrt der Allure of the Seas Anfang Dezember 2010 führte zu der Reederei-eigenen Halbinsel Labadee im Norden Haitis. Von den fünf Tagen verbrachte das Schiff zwei Tage auf See. Danach wurde das Schiff im Rahmen einwöchiger Kreuzfahrten sowohl in der westlichen (u. a. Cozumel und Costa Maya, Mexico) als auch in der östlichen Karibik (Nassau/Bahamas, Charlotte Amalie/Saint Thomas, und Philipsburg/Sint Maarten) eingesetzt.

### Zwischenfälle
Am 20. April 2012 brach ein Brand im Maschinenraum aus, der mittels der Sprinkleranlage gelöscht wurde. Es wurden keine Verletzten gemeldet. Die Allure of the Seas konnte ihre Fahrt nach Fort Lauderdale fortsetzen.
Am 9. Dezember 2013 verlor die Allure of the Seas in der Nähe von Nassau ein Rettungsboot, nachdem ein Stahlseil gerissen war.

## Schwesterschiffe
Die Allure of the Seas ist das zweite Schiff der Oasis-Klasse. Zwischen 2006 und 2024 entstanden auf den Werften STX Finland im finnischen Turku und Chantiers de l’Atlantique im französischen Saint-Nazaire insgesamt sechs Schiffe der Klasse, ein weiteres soll 2028 folgen.